# Las Tejerías
Las Tejerías é uma cidade venezuelana do estado de Aragua, capital do município de Santos Michelena.